# جورج غيبونز
جورج غيبونز (بالإنجليزية: George Gibbons)‏ هو نقابي وفلاح وسياسي أسترالي، ولد في 1887 في أستراليا، وتوفي في 11 أغسطس 1956. حزبياً، نشط في حزب العمال الأسترالي. وقد انتخب عضو مجلس النواب الأسترالي عن دائرة Division of Calare ‏ (12 أكتوبر 1929 – 19 ديسمبر 1931).